# Salima Mukansanga

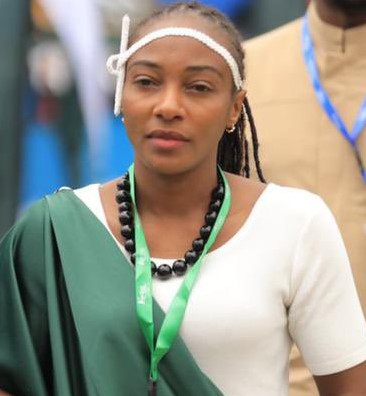
Salima Mukansanga

Salima Rhadia Mukansanga (* 25. Juli 1988) ist eine ruandische Fußballschiedsrichterin.

## Werdegang
Seit 2012 steht Mukansanga auf der Liste der FIFA-Schiedsrichter und leitet internationale Fußballpartien.
Mukansanga war Schiedsrichterin beim Algarve-Cup 2017, beim Algarve-Cup 2018 und bei der Frauen-Weltmeisterschaft 2019 in Frankreich. 2022 war sie die erste Frau, die beim Afrika-Cup als Schiedsrichterin eingesetzt wurde. Sie pfiff bereits bei Olympischen Spielen, der Weltmeisterschaft 2019 in Frankreich, beim Afrika-Cup 2016 in Kamerun und beim Afrika-Cup 2022 in Marokko sowie in der CAF Women’s Champions League.
Im Mai 2022 nominierte sie die Schiedsrichterkommission der FIFA als eine von 36 Schiedsrichtern für die Fußball-Weltmeisterschaft 2022 in Katar. Sie und fünf weitere weibliche Spieloffizielle (zwei Hauptschiedsrichterinnen, drei Schiedsrichterassistentinnen) sind die ersten Frauen, die in das Schiedsrichteraufgebot einer Weltmeisterschaft der Männer berufen wurden. Mukansanga wurde drei Mal als Vierte Offizielle eingesetzt.
Mukansanga ist ausgebildete Krankenschwester und Hebamme, derzeit jedoch ausschließlich als Profi-Schiedsrichterin tätig. Sie wurde von der BBC in die Liste der 100 Frauen des Jahres 2022 aufgenommen.

## Einsätze bei Turnieren

### Fußball-Weltmeisterschaft 2019
| Phase        | Datum         | Spielort | Heimmannschaft | Gastmannschaft | Ergebnis  |
| ------------ | ------------- | -------- | -------------- | -------------- | --------- |
| Gruppenphase | 16. Juni 2019 | Nizza    | Schweden       | Thailand       | 5:1 (3:0) |

### Olympisches Fußballturnier 2020
| Phase         | Datum         | Spielort | Heimmannschaft | Gastmannschaft      | Ergebnis             |
| ------------- | ------------- | -------- | -------------- | ------------------- | -------------------- |
| Gruppenphase  | 21. Juli 2021 | Sapporo  | Großbritannien | Chile               | 2:0 (1:0)            |
| Gruppenphase  | 27. Juli 2021 | Yokohama | Niederlande    | Volksrepublik China | 8:2 (3:1)            |
| Viertelfinale | 30. Juli 2021 | Kashima  | Großbritannien | Australien          | 3:4 n. V. (2:2, 0:1) |

### Fußball-Weltmeisterschaft 2023
| Phase        | Datum         | Spielort | Heimmannschaft | Gastmannschaft | Ergebnis  |
| ------------ | ------------- | -------- | -------------- | -------------- | --------- |
| Gruppenphase | 27. Juli 2023 | Hamilton | Portugal       | Vietnam        | 2:0 (2:0) |
| Gruppenphase | 2. Aug. 2023  | Hamilton | Argentinien    | Schweden       | 0:2 (0:0) |